# 118-и полицейски батальон
118-и батальон Шуцманшафт (на украински: Шума; на немски: SchutzmannschaftsBtl 118) е помощен полицейски батальон, функционирал по време на окупацията на Беларус от нацистка Германия по време на Втората световна война.
Батальонът участва в наказателни операции, в тясно колабориране с подразделенията на Оскар Дирлевангер. Ядрото на батальон Шуцманшафт 118 се състои от украински националисти от Буковина в Западна Украйна. Тя е свързана с ултранационалистическата „Организация на украинските националисти“, с по-малкото и крило „Мелник“. Деветстотин от членовете на ОУН в Буковина осъществяват марш към Източна Украйна като членове на паравоенния Буковински батальон. След подсилване от доброволци от Галиция и други части на Украйна, Буковинският батальон има общ брой 1500 – 1700 войници. Когато Буковинският батальон е разпуснат, много от неговите членове и офицери са реорганизирани в Шуцманшафт батальони 115 и 118. Сред хората, включени в Шуцманшафт батальони 115 и 118, са украински участници в клането в Бабин Яр.
118-и батальон Шуцманшафт е сформиран от нацистите през пролетта на 1942 г. в Киев в Райхскомисариата Украйна. Той се основава на батальон 115, отделяйки се от последния, но включва и съветски военнопленници. Сто от членовете на трета рота на 115-и батальон формират първата рота на 118-ия батальон; той е най-активната част от батальона, смятан за негов елит и се състои предимно от националисти от Западна Украйна. Допълнителни две нови роти са съставени от съветски военнопленници, предимно украинци и местни доброволци от Киевска област. Германският командир на батальона е щурмбанфюрер Ерих Кьорнер, който има собствен щаб от германци, командван от Емил Зас.
През 1944 г. батальонът, воден от бившия офицер от Червената армия Григорий Васюра (на 27 години, екзекутиран през 1987 г. в СССР), е обединен обратно в батальон 115 и прехвърлен от Източна Прусия във Франция, където се присъединява към 30-а Вафен гренадирска дивизия на SS.

## Операции
През ноември 1942 г. новосформираният батальон 118 е прехвърлен в Минск (окупирана Белоруска ССР, сега столица на суверенна Беларус), и оттам за приблизително една година в нова база в покрайнините на бившата Втора полска република. Той е активен в района до юли 1944 г. През това време батальонът участва в германските действия за омиротворяване, част от политиката на „мъртвата зона“ за унищожаване на стотици беларуски села, с цел премахване на опорната база за предполагаемите партизани. 60-те големи и 80-те по-малки действия, засягащи 627 села в окупирана Беларус, включват операция Hornung, Draufgänger, Cottbus (с 13 000 жертви), Hermann (с 4280 жертви) и Wandsbeck. Цели еврейски общности са унищожени по общата заповед на Курт фон Готберг с необходимата подкрепа, осигурена от батальони 115 и 102, руската РОА, балтийските сътрудници, белоруската помощна полиция и SS-Sturmbrigade „Дирлевангер“. Те се бият и с полското подполие. Близо 50 души дезертират от 115-и батальон през зимата на 1942 – 1943 г., докато десетки членове на 118-и батальон се присъединяват към УПА във Волиния.
През пролетта на 1944 г. поради съветската контраофанзива батальон 118 и батальон 115 (само украински) са обединени около Източна Прусия в единен батальон с до 600 души. През август 1944 г. всички те са транспортирани с влак до Безансон във Франция, за да формират 30-а Вафен гренадирска дивизия на SS заедно с други украински формирования. Докато са в село Валдерхарн, някои членове се свързват с френските партизани от FFI и една нощ мнозинството дезертира, за да се присъедини към тях. Те се наричат 2-ри украински батальон „Тарас Шевченко“ на френските вътрешни сили (на френски: le 2e bataillon ukrainien des Forces françaises de l'intérieur, Groupement Frontière, Sous-région D.2). Въпреки това французите след войната искат да ги изпратят обратно в Русия, в съответствие с техните международни споразумения, поради което много от бившите доброволци продължават службата във Френския чуждестранен легион, за да избегнат репатрирането.

## Обвинение в зверства и военни престъпления
Поради участие в поредица от наказателни акции, някои членове на Шуцманшафт батальон 118 по-късно са обвинени в извършване на най-брутални зверства и военни престъпления по време на Втората световна война. Едно от тях е Клането в Хатин, село в Беларус, в района на Логойск, област Минск. На 22 март 1943 г. населението на селото е избито от 118 батальон.
В Хатин членовете на батальон 118 напълват плевнята на колхоза с цивилни, подпалват я и използват картечница, за да убият цивилните, които се опитват да избягат от пламъците. Един свидетел заявява, че Владимир Катрюк е бил особено активен участник в зверството. Според съобщенията той стои зад неподвижната картечница и стреля по всеки, който се опитва да избяга от пламъците. В процеса на Съветския съюз за военни престъпления през 1973 г. се чува, че трима членове на батальон Шуцманшафт 118 са убили група белоруски дървосекачи по-рано същия ден, подозирайки, че са част от народно въстание. „Видях как Иванкив стреля с картечница по хората, които тичаха в прикритие в гората, а Катрюк и Мелешко стреляха по лежащите на пътя“, разказва свидетелят. Шутцманшафт батальон 118 е отговорен главно за създаването на немските „мъртви зони“. Политиката на мъртвата зона включва унищожаване на общности, заподозрени или способни да помогнат на съветските партизани, които са устроили засади срещу нацистките сили в Беларус.

## Персонал
Батальонът се състои от 3 роти с общо 500 души, които от своя страна са разделени на 3 взвода:

### Команден състав
Ерих Кьорнер, депутатите Константин Смовски и Шудря
Командири на подразделението:
- Първа рота: хатуптман Ханс Вьолке (командир), Винитски (заместник)
- Втора рота: Херман (водач), Францук (заместник)
- Трета рота: Мюлер (водач), Нарадко (заместник)

Командири на взводове:
- Василий Мелешко[11]
- Пасичник
- Григорий Васюра (до декември 1942 г.)[11]

Началник-щабове:
- Корниец (до декември 1942 г.),
- Григорий Васюра (от декември 1942 г.)[11]

### Известни редници
Имената на записаните лица включват: И. Козинченко, Г. Спивак, С. Сахно, О. Кнап, Т. Топчий, И. Петричук, Лакуста, Лук̀ович, Щербан, Варламов, Хренов, Егоров, Суботин, Искандеров, Хачатурян и Владимир Катрюк, замесени от свидетел заедно с Иванкив и Мелешко. Осъдени в Съветския съюз и осъдени на малки затворнически присъди (по политически причини, като добри граждани) са: Федоренко, Голченко, Вертелников, Гонтарев, Функ, Медведев, Яковлев, Лапо, Осмаков, Сулженко, Трофимов, Воробьов, Колбасин и Муравьов.